# Peter Revson
Peter Jeffrey Revson (New York, 27 febbraio 1939 – Midrand, 22 marzo 1974) è stato un pilota automobilistico statunitense, vincitore del Campionato CanAm 1971 e di due Gran Premi di Formula 1.
Membro ed erede della famiglia di industriali della cosmesi Revlon, in quanto nipote del fondatore Charles Revson, rinunciò all'eredità e ai beni di famiglia per la passione delle corse.

## Carriera
Figlio dell'industriale Martin Revson e di Julie Phelps Hall, ebbe un'infanzia agiata e venne educato nelle migliori scuole americane, frequentando anche la Cornell University. Nel 1961 corse le sue prime gare alle Hawaii guidando una Morgan, appassionandosi quindi al mondo dell'automobilismo tanto da mettersi in società con Timmy Mayer per creare un team di Formula Junior.
Nel 1963 decise di trasferirsi in Europa e, dato che la sua passione non era ben vista dalla famiglia che non lo supportò finanziariamente, vendette tutti i beni in suo possesso raccogliendo 12.000 dollari per poter correre nelle formule minori del Regno Unito. Grazie ai buoni risultati ottenuti, attirò l'attenzione di Reg Parnell, che decise di supportarlo nel passaggio in Formula 1.
Nel 1964 esordì quindi in Formula 1 alla guida di una vecchia Lotus 24, fornitagli dallo stesso Parnell, pur senza ottenere risultati rilevanti e senza mai cogliere punti. Il suo miglior piazzamento fu un quarto posto nella gara non valida campionato di Solitude.
Negli anni seguenti tornò quindi negli Stati Uniti, concentrandosi in particolar modo sul campionato CanAm di cui vinse il titolo nel 1971, anche se saltuariamente corse alcune gare di Formula 2 e Formula 3.
Nel 1969 partecipò alla 500 miglia di Indianapolis, in cui corse fino al 1973 ottenendo come miglior risultato un secondo posto.
Nel 1971 ritornò in Formula 1 con la Tyrrell, disputando un unico Gran Premio.
L'anno successivo fu ingaggiato dalla McLaren, in cui disputò, nel 1972 e nel 1973 le sue migliori stagioni giungendo in entrambe quinto in classifica piloti. Il 1973 fu la sua migliore annata in cui colse due vittorie ai Gran Premi di Gran Bretagna e Canada. 

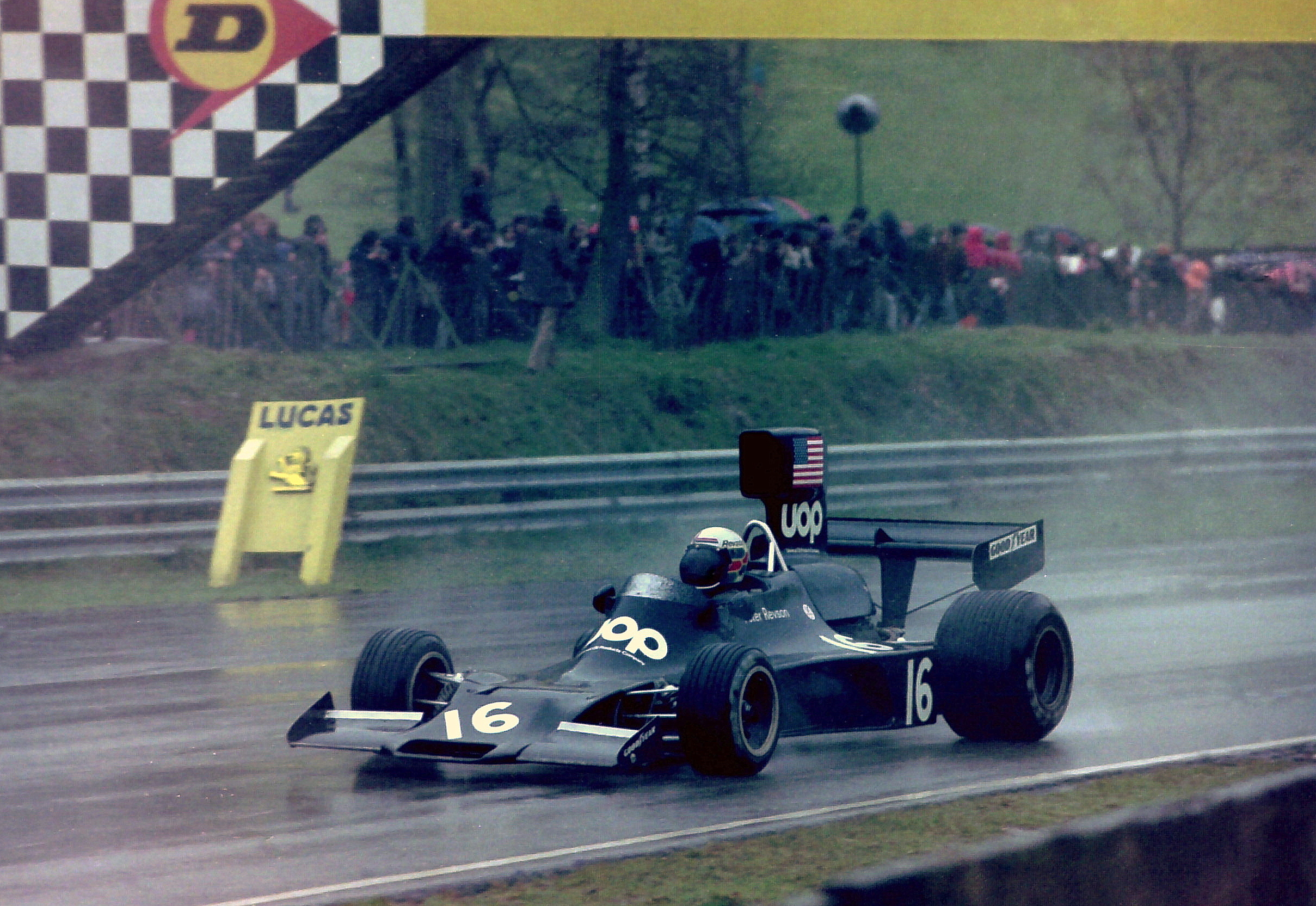
Peter Revson guida la sua Shadow alla Race of Champions 1974, da lui conclusa al sesto posto

Nel 1974 passò alla Shadow, anche a causa delle scarse prospettive offerte in McLaren, in cui sarebbe stato relegato al ruolo di terzo pilota, ma morì nel corso di prove private sul circuito di Kyalami. A causa della rottura di una sospensione della sua vettura, uscì di pista alla curva Barbecue, alla velocità di circa 200 km/h. La monoposto di infranse contro le barriere e prese fuoco; malgrado l'intervento di Graham Hill, Emerson Fittipaldi, Eddie Keizan e Denny Hulme, poté essere estratto dall'abitacolo solo dopo qualche minuto, e dopo l'arrivo di un mezzo antincendio. Estratto ancora vivo dalla fiamme, ma in gravi condizioni, morì poco prima dell'arrivo in ospedale.
Revson è stato sepolto nel cimitero di Hartsdale, New York, accanto al fratello, nel mausoleo di famiglia.

## Risultati in F1
| 1964 | Scuderia | Vettura |    |  |    |    |     |    |  |    |  |  |  |  |  |  |  | Punti | Pos. |
| ---- | -------- | ------- | -- |  | -- | -- | --- | -- |  | -- |  |  |  |  |  |  |  | ----- | ---- |
| 1964 | Lotus    | 24 e 25 | NQ |  | SQ | NP | Rit | 14 |  | 13 |  |  |  |  |  |  |  | 0     |      |

| 1971 | Scuderia | Vettura |  |  |  |  |  |  |  |  |  |  |     |  |  |  |  | Punti | Pos. |
| ---- | -------- | ------- |  |  |  |  |  |  |  |  |  |  | --- |  |  |  |  | ----- | ---- |
| 1971 | Tyrrell  | 001     |  |  |  |  |  |  |  |  |  |  | Rit |  |  |  |  | 0     |      |

| 1972 | Scuderia | Vettura |     |   |   |  |   |  |   |  |   |   |   |    |  |  |  | Punti | Pos. |
| ---- | -------- | ------- | --- | - | - |  | - |  | - |  | - | - | - | -- |  |  |  | ----- | ---- |
| 1972 | McLaren  | M19     | Rit | 3 | 5 |  | 7 |  | 3 |  | 3 | 4 | 2 | 18 |  |  |  | 23    | 5º   |

| 1973 | Scuderia | Vettura    |   |     |   |   |     |   |   |  |   |   |   |     |   |   |   | Punti | Pos. |
| ---- | -------- | ---------- | - | --- | - | - | --- | - | - |  | - | - | - | --- | - | - | - | ----- | ---- |
| 1973 | McLaren  | M19C e M23 | 8 | Rit | 2 | 4 | Rit | 5 | 7 |  | 1 | 4 | 9 | Rit | 3 | 1 | 5 | 38    | 5º   |

| 1974 | Scuderia | Vettura |     |     |  |  |  |  |  |  |  |  |  |  |  |  |  | Punti | Pos. |
| ---- | -------- | ------- | --- | --- |  |  |  |  |  |  |  |  |  |  |  |  |  | ----- | ---- |
| 1974 | Shadow   | DN3     | Rit | Rit |  |  |  |  |  |  |  |  |  |  |  |  |  | 0     |      |

| Legenda | 1º posto     | 2º posto | 3º posto    | A punti         | Senza punti/Non class.  | Grassetto – Pole position Corsivo – Giro più veloce |
| Legenda | Squalificato | Ritirato | Non partito | Non qualificato | Solo prove/Terzo pilota | Grassetto – Pole position Corsivo – Giro più veloce |